# 惠範
惠範（？—713年7月29日），唐朝婆羅門僧人。
據說會邪蠱巫術，能夠預言禍福。武則天認為他是聖僧，賞賜非常多。太平公主把他當成大梵天王化身來供奉。唐中宗時，他時常騎乘官馬，出入皇宮。唐睿宗也時常賜給他綾羅綢緞、金銀器物。
因依附太平公主，先天政變中被唐玄宗斬殺，京師民眾稱快。